# 洛桑坚赞 (堪穷)
洛桑坚赞（？—？）藏族，籍贯不详，西藏噶厦官员。

## 生平
洛桑坚赞是噶厦的堪穷（四品僧官）。其家族在西藏有影响。兄弟堪绕丹增（Khyenrab Tenzin）曾参加十三世达赖转世灵童寻访，曾任那曲宗堪布，后来任达赖的司寝堪布，直到出任基巧堪布。洛桑坚赞是帕拉集团的成员。1951年11月12日，噶厦几位僧俗官员集体发誓成立了一个小集团。首领是达赖的管家（又译侍从长、副官长）帕拉，主要成员仅有一位僧官即堪穷洛桑坚赞；还有两位俗官：扎西代本扎西白拉、孜本朗色林。
洛桑坚赞早前任江孜商务官。1953年底，被噶厦任命为驻印度噶伦堡商务代理处两代理之一。1954年初，到噶伦堡就职。他不懂英语、印地语。驻噶伦堡的商务代理处是噶厦的非正式的办公机关，成立于1950年左右，起初由一位僧官、一位俗官管理。1954年中印协定签订后，该商务代理处撤销，成立了新的贸易代表处，由邦达养璧负责。噶厦曾经召洛桑坚赞等人回拉萨，但洛桑坚赞等人愿留在噶伦堡从事藏独活动，未返回西藏。
1952年到1954年，嘉乐顿珠、夏格巴在噶伦堡活动。1954年洛桑坚赞来噶伦堡之后，三人形成了小组织，在印度从事西藏独立运动。小组织的非正式名称为“哲堪孜松”（Jenkhentsisum，缩写为JKTS），名字为该集团三个主要人物嘉乐顿珠、孜本·夏格巴、堪穷·洛桑坚赞头衔的字头组合。“jen”意为“哥哥”（指达赖二哥嘉乐顿珠）、“khen”为堪穷（四品僧官）、“tsi”为孜本（西藏噶厦审计局四品俗官）、“sum”意为“三个”（指这三个人）。三人内部分工，嘉乐顿珠负责联络美国、欧洲及其他国家；夏格巴负责联络印度；洛桑坚赞负责联络西藏噶厦及中国境内其他分离主义组织。洛桑坚赞在印度对外宣传反对汉人占领西藏，同时亦反对中华人民共和国政府在西藏开展社会主义改革。哲堪孜松与印度、美国、台湾联络寻求支持，但均无实际效果。
1954年中印协定签订。1954年夏，哲堪孜松与印度的关系持续加深，印度政府开始积极支持哲堪孜松，定期每月提供活动经费。这是因为印度总理尼赫鲁此前想通过放弃印度在西藏特权换取中华人民共和国政府承认麦克马洪线，但该目标未能达到，于是在印度情报局的支持下，尼赫鲁同意流亡印度的藏人开展有限的政治活动。
1954年7月14日（藏历第十六绕炯木马年5月14日），哲堪孜松举行秘密会议，与会人员在各种保护神前发誓，献身于新成立的组织。成立宣言“商讨有关西藏重获独立的问题”。会议确定该组织名称为“西藏幸福事业会”（又译“西藏福利事业会”，藏文：po dedon tsogpa）。1955年8月，哲堪孜松派洛桑坚赞将该组织的秘密代表送到拉萨，并决定由洛桑坚赞负责哲堪孜松同拉萨方面的联络。